# Quilt

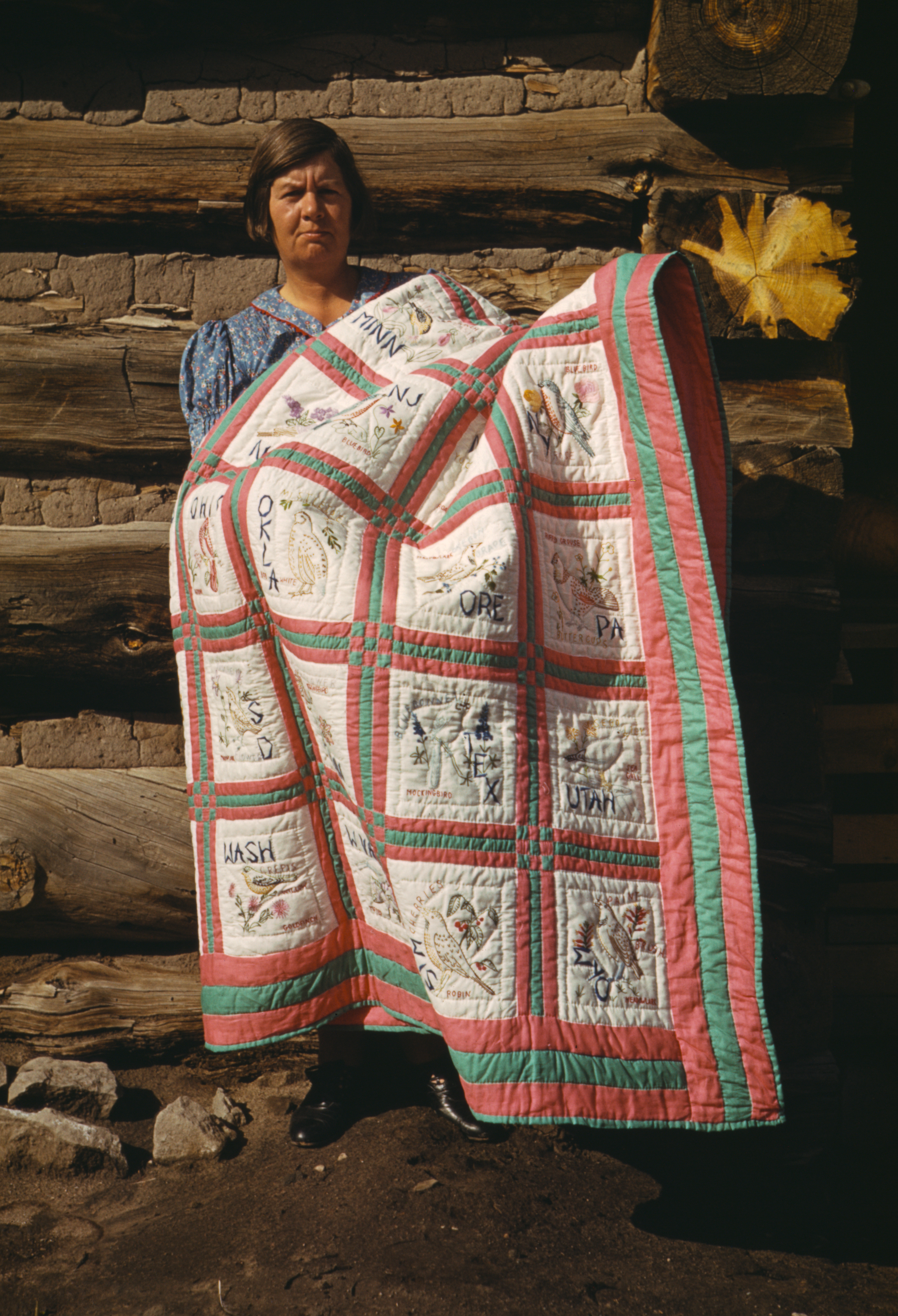
Quilt

Quilt es un textil multicapas elaborado utilizando diversas técnicas conocidas como quilting, pueden utilizarse como ropa de cama, decoración, vestuario, a modo de conmemoración, festividades, entre otros.
Los quilts están tradicionalmente compuestos por tres capas de fibra: 
- una parte superior de tela tejida,
- Una parte intermedia de relleno, un material delgado y acolchado que a veces se agrega a la ropa (una capa de guata o guata)
- y finalmente una parte posterior tejida.[1]

Las tres telas son combinadas mediante la técnica conocida como quilting, la cual es un proceso en el que se cosen dos o más capas de tela juntas para hacer un material acolchado más grueso.